# László Tisza
László « Laci » Tisza né le 7 juillet 1907 à Budapest (Empire Austro-Hongrois) et mort le  15 avril 2009 à Cambridge (Massachusetts) est un physicien hongrois et américain connu pour ses travaux en physique théorique, mécanique quantique et thermodynamique.

## Biographie
À la sortie du lycée en 1925 László Tisza est lauréat du concours mathématique Eötvös avec Edward Teller et Rudolf Fuchs. Cela permet son inscription à l'université Pázmány Péter de Budapest qu'il quitte pour Bonn deux ans plus tard dans le but de reprendre l'entreprise de son père. Ce projet est entravé par ses origines juives et il reprend ses études à l'université de Göttingen en 1930, puis au département de Werner Heisenberg à l'Université de Leipzig, à l'invitation d'Edward Teller. Il soutient sa thèse sous la direction de Rudolf Ortvay,,,,.
Rentré chez lui en 1930 il est arrêté et emprisonné jusqu'en 1932 pour distribution de tracts communistes. En 1935 il est accepté dans le groupe de Lev Landau à l'école de physique théorique de Kharkiv pour travailler sur les problèmes de thermodynamique. C'est dans ce cadre qu'il propose « la théorie des deux fluides », un résultat majeur pour expliquer la superfluidité.
Puis, grâce à la médiation de Leó Szilárd, il devient en 1937 l'associé de Fritz Wolfgang London travaillant à Paris au Collège de France. Il en est chassé en 1941 par les allemands et obtient un poste au Massachusetts Institute of Technology jusqu'à sa retraite en 1974. Durant cette période il s'est particulièrement intéressé à l'histoire et la philosophie de la physique.

## Ouvrages
- (en) Laszlo Tisza, Generalized Thermodynamics, Cambridge & London: The M.I.T. Press, 1966

## Distinctions
- Fellow de l'American Physical Society.
- Fellow de l'American Academy of Arts and Sciences en 1950[8].
- Lauréat de la Bourse Guggenheim en 1962[9].